# NGC 3164
NGC 3164 ist eine Spiralgalaxie vom Hubble-Typ Sbc im Sternbild Großer Bär. Sie ist schätzungsweise 351 Millionen Lichtjahre von der Milchstraße entfernt und hat einen Durchmesser von etwa 95.000 Lichtjahren.
Das Objekt wurde am 9. Februar 1831 von John Herschel entdeckt.